# Neuwerk
 Neuwerk ? er en beboet ø med ca. 40 indbyggere i den sydøstlige del af Nordsøen og i den sydvestlige del af Elbenmunsdingen i det nordvestlige Tyskland. Øen ligger ca. 13 kilometer nordvest for Cuxhaven. Administrativt udgør øen, sammen med de ubeboede naboøer Scharhörn og Nigehörn, eksklaven Stadtteil Neuwerk i Hamborg, som ligger ca. 100 kilometer længere mod sydøst. Øen er en del af den 13.750 hektar store Nationalpark Hamburgisches Wattenmeer. Det højeste punkt er på ca. 7 meter.

## Historie
Ifølge skriftlige overleveringer nævnes Neuwerk første gang 1286 som O, den frisiske betegnelse for en ø. O tilhørte det nærliggende marsklandskab Hadeln, der blev regeret af hertugen af Sachsen-Lauenburg. Den 1. november 1299 gav hertugen Hamborgs borgere og alle beboerne langs Hadeln og Wurstens kyster strand og jagt-rettighederne og tilladelse til at Hamborg på øen kunne bygge et "Werk" en "Feuerbake" (bålfyr) som kendemærke for indsejlingen til Elben. Det 35 meter højt tårn fungerede også som en forpost mod sørøvere.
1316 betegnes øen som Nige O og i de sidste 700 år tilhører øen med korte afbrydelser Hamborg.
Efter en brand i 1367 blev den ombygget til en stenfæstning. Neuwerk fyrtårn er Hamborgs ældste bygningsværk og desuden Hamborgs ældste fæstning. Fra 1394 kom Neuwerk efter retsstridigheder med adelsslægten Lappe under det nygrundlagte hamborgske amt Ritzebüttel som i nutiden er Cuxhaven området.
Neuwerk blev hårdt ramt af stormfloderne i 1625 og 1717. I 1717 omkom 12 indbyggere og alt kvæg. I dag beskytter et dige øen, og der er er bygget sommerdiger.
Fra 1905 har øen været rekrations og badested, og fik sit eget brandværn i 1929.
Ifølge lovene "Groß-Hamburg-Gesetzes" kom Cuxhaven og Neuwerk 1937 under Preussen og dermed under delstaten Niedersachsen. Igennem en statskontrakt mellem Niedersachsen og Hamborg blev øerne Neuwerk og Scharhörn 1969 igen indlemmet i delstaten Hamborg. Baggrunden for denne kontrakt var sikringen af et sted til bygningen af Hamborgs dybvandshavn, der dog aldrig blev realiseret.

## Kirkegården
På kirkegården „De Navnløses Kirkegård“ blev alle de ilanddrevne lig fra de tidligere tiders stormfloder begravet. Gravene er grupperet om et stort trækors midt i området. Kirkegården minder om de mange "ukendte ofre", der gennem tiderne er skyllet i land. Stedet viser tydelig hvor farligt havet kan være. I nutiden bliver de fundne lig overført til fastlandet og bisat der.

## Infrastruktur og forsyninger
Der er næsten ingen køretøjer, med undtagelse af de lokale traktorer og offentlige køretøjer. Det tager ca. en time at følge diget rundt om øen. Der er skole, rednings og brandstation, kolonialhandel, 10 restaurationer og/eller hoteller og tre landbrug. Ved siden af helikopterlandingspladsen ligger Hamburgisches Wattenmeers udstillingshus som admidnistreres af naturbeskyttelsesorganasationen "Verein Jordsand".
Øen frivilllige brandværn, grundlagt 1929, er sandsynligvis Tysklands mindste selvstændig arbejdende brandværn. Brandværnets 9 medlemmer råder over en brandbil, en ambulance og en redningsbåd med en dybgang på kun 35 cm.

## Turisme
Fra 1970erne fortrængte turismen det indtil da intensive landbrug. Neuwerk bliver hvert år i sommermånederne besøgt af ca. 120.000 turister.
Ved ebbe kan øen nås til fods eller med hestevogn gennem Vadehavet fra bydelen Sahlenburg i Cuxhaven. Vil man gennemføre en vadehavsvandring på den med grene afmærkede ebbevej tager det ca. 2½ timer og med hestevogn ca. 1 time. Ebbevejen bliver jævnlig tilpasset forandringerne i vadelandskabet. Undervejs fungerer flere sømærker også som redningsstationer for vanderer, der bliver overrasket af højvande. Der er ved højvande daglig færgeforbindelse fra Cuxhaven. Om sommeren tilbydes der f.eks overfart med båd fra Cuxhaven til Neuwerk, hvor man efter et ca. 5-6 timers ophold på øen ved ebbe kører med hestevogn tilbage til Cuxhaven.
Når der flod er der to mindre badestrande ved det nye radartårn. De historiske badesteder ligger ved badehuset i Vorland og ved lystbådehavnen.
Der er på øen to lejrskoler, en teltplads, en skole, flere pensioner og hoteller og et ravmuseum "Haus Bernstein".
Der er muligheder for mange naturoplevelser. Ved de guidede vandringer gennem nationalparken, men også ved selvstændige opdagelsesture gennem forlandet eller vadehavet, kan man iagtage og fotografere fugle og vadedyr.
En seværdighed er Neuwerk fyrtårn som er Hamborgs ældste bygning. Det også i nutiden fungerende lysfyr på tårnet blev indrettet 1814. På grund af beliggenheden ud for Elbenmundingen var det et vigtigt søtegn. 1942 blev fyret omstillet til elektricitet, og i foråret 2007 blev den klassiske glødelampe udskiftet med en halogenglødelampe. Fyrtårnet blev fredet i 1924 og er Tysklands ældste fyrtårn.
2004 åbnedes der en udstilling om Nationalpark Hamburgisches Wattenmeer. Fra udstillingshuset bliver der også tilbudt guidede naturvandringer.
- Wesermundingen
- Fyrtårnet Leuchtturm Neuwerk
- Stålstik af fyrtårnet fra 1840 af Henry Winkles
- Friedhof der Namenlosen (De navneløses kirkegård)
- Turistskibet MS Flipper II ved Neuwerk
- Hestevogn på vej til Neuwerk
- Vadehavet ved Neuwerk